# Hazem el Beblaui
Hazem el Beblaui (nacido el 17 de octubre de 1936) es un político  y economista egipcio, primer ministro interino de su país desde el 16 de julio de 2013 hasta su renuncia el 25 de febrero de 2014. Anteriormente fue ministro de Finanzas durante la presidencia de Mohamed Hussein Tantawi, presidente del Banco egipcio para las Exportaciones y miembro del Fondo Monetario Árabe y de Naciones Unidas.

## Primeros años y educación
Beblawi nació en la ciudad de El Cairo el 17 de octubre de 1936. Estudió derecho en la Universidad de El Cairo y se graduó en 1957. En 1961 obtuvo un título de postgrado en economía de la Universidad de Grenoble. También posee un PhD en economía, recibido en la Universidad de París I Panthéon-Sorbonne en 1964.